# Порт-Артур (газовое месторождение)
Газовое месторождение Порт-Артур — расположено в Центрально-Прикаспийском регионе. Находится в 215 км к юго-западу от г. Уральск.
По административному делению территория месторождения относится к Казталовскому району Западно-Казахстанской области .
Месторождение выявлено в 1961 году.

## О месторождении
Газоносным является песчаный пласт на границе апшеронского и акчагыльского ярусов толщиной от единиц до десятков метров. Эффективная газонасыщенная толщина достигает 10,5 м при средней — 3,8 м. Газоносная структура представляет собой два малоамплитудой (10-15 м) брахиантиклинальных поднятия в Порт-Артурской межкупольной мульде. Их размеры 2x3 км.
Природа поднятий окончательно не установлена, предполагается, что они формировались за счет неравномерного уплотнения подстилающих горизонтов. Такое толкование генезиса поднятий предполагает более сложную их форму и, очевидно, более широкую газоносность. Месторождение изучено как глубоким, так и структурно-поисковым бурением.
Из общего числа скважин (22) в контуре пробурено 7. Из них продуктивными оказались лишь 2 скважины. Низкая эффективность поискового бурения обусловлена отсутствием в структурной основы и неправильными представлениями о природе газоносных поднятий. Газонасыщенными коллекторами являются сцементированные песчаники, залегающие на глубине 213—223 м пористость которых по результатам геофизических исследований скважин оценивается в 35-40 %.
Положение газоводяного контакта установлено на отметках — 207 и 208 м для юго-восточного и северо-западного поднятий при верхней точке залежи — 199 и 198 м, соответственно. Дебит газа достигал 220 тыс. м3/сут на 35,1 мм шайбе.
Начальное пластовое давление 2,56 МПа, пластовая температура 19оС. Газ состоит из метана (93-95,9 %) с небольшим содержанием азота (4-5.9 %) и диоксида углерода (0.1-0.4 %). Подошвенные воды хлоридно-кальциевые, имеют минерализацию до 110 г/л при плотности 1020 кг/м3.
Открыто производственным геологическим объединением «Уральскнефтегазгеология».
В настоящее время месторождение находится на стадии разведки и консервации.

## Происшествия
Во время геолого-разведочных работ в 70-х годах около месторождения провалилась под землю буровая установка. В следующем десятилетии её участь разделили ещё несколько буровых. На месте провалов образовались котлованы диаметром 12-15 м, заполненные грязью и газом. Жертв нет.